# 5015 Litke
5015 Litke (1975 VP) là một tiểu hành tinh vành đai chính được phát hiện ngày 1 tháng 11 năm 1975 bởi T. M. Smirnova ở Đài vật lý thiên văn Crimean.